# 별의 순간
별의 순간(독일어: Sternstunde 슈테른슈툰데[*])은 미래에 운명적으로 영향을 미치는 결정, 행동 또는 사건에 대한 은유이다. 이 용어는 점성술에서 차용한 것인데 이는 인간의 출생 당시 별들의 위치가 본질적으로 삶의 진로를 결정한다는 의미이다. 그 후 특별하거나 최고로 중요한 사건, 절정의 시간과 같이 긍정적인 의미로 사용된다.
이 용어는 1927년에 오스트리아의 소설가인 슈테판 츠바이크가 발표한 베스트셀러 《광기와 우연의 역사》(Sternstunden der Menschheit, 원제: 인류의 별의 순간)을 통해 널리 알려졌다. 츠바이크는 이 책에서 14가지의 역사적 사건들을 소설가의 전지적 시점에서 박진감 있게 묘사했다. (예: "태평양의 발견", "프랑스 국가 라 마르세예즈", "미국과 유럽을 잇는 해저 케이블" 등) 츠바이크는 서문에서 별의 순간을 다음과 같이 설명한다.
„Solche dramatisch geballten, solche schicksalsträchtigen Stunden, in denen eine zeitüberdauernde Entscheidung auf ein einziges Datum, eine einzige Stunde und oft nur eine Minute zusammengedrängt ist, sind selten im Leben eines Einzelnen und selten im Laufe der Geschichte. Einige solcher Sternstunden -Ich habe sie so genannt, weil sie leuchtend und unwandelbar wie Sterne die Nacht der Vergänglichkeit überglänzen, veersuche ich hier aus den verschiedensten Zeiten und Zonen erinnern.“
"이처럼 극적 긴장이 가득한 운명적인 순간이 닥치면 하루 만에, 혹은 한 시간 만에, 심지어는 단 일 분만에 훗날을 좌우하는 결정을 내려야 한다. 그러한 순간은 개인의 삶에서도 드물고 역사에서도 드물다. 나는 이 자리에서 여러 시대와 다채로운 영역에서 추려낸 몇 개의 별처럼 빛나는 순간들을 기억해보려 한다. 내가 이렇게 이름 붙인 이유는 이러한 순간들이 부질없이 지나간 세월 속에서 밤하늘의 별처럼 영원히 빛나고 있기 때문이다."

대한민국에서는 2021년에 김종인 국민의힘 비상대책위원장이 후일 대통령이 된 "윤석열 전 검찰총장을 두고 2022년에 실시될 대한민국 제20대 대통령 선거의 유력 주자가 되기 위해서는 별의 순간을 잡아야 한다."라는 표현을 사용하면서 널리 알려지게 되었다. 김종인은 한국외국어대학교 독일어학 석사 과정을 졸업하고 독일 뮌스터 대학교에서 경제학 박사학위를 받은 바 있기 때문에 독일어권에 널리 알려진 이러한 은유를 사용한 것으로 보인다.
스위스 TV 방송국 3Sat에는 '철학의 별의 순간 Sternstunde Philosophie', '종교의 별의 순간 Sternstunde Religion', '예술의 별의 순간 Sternstunde Kunst'이라는 이름의 토론 프로그램들이 1994년부터 장기간 방영되고 있다. 그밖에도 독일, 오스트리아, 스위스에서 여러 단체와 저서의 이름으로 쓰이면서 '별의 순간'은 본래의 점성술적 의미를 떠나 최고의 순간, 절정의 순간을 뜻하는 관용어로 널리 사용된다.
2021년 11월 5일 윤석열 후보가 야당의 후보로 공식 선출됨에 따라 윤석열 후보가 '별의 순간'을 잡았다는 기사가 넘치며 이 은유적 표현은 한국인에게도 점차 익숙해지고 있다.